# Weper, Gladeberg und Aschenburg
Weper, Gladeberg und Aschenburg ist ein Naturschutzgebiet in den Kleinstädten Hardegsen und Moringen im Landkreis Northeim und in der Gemeinde Flecken Bovenden im Landkreis Göttingen.

## Allgemeines
Das Naturschutzgebiet mit dem Kennzeichen NSG BR 054 ist circa 267 Hektar groß. Es ist vollständig Bestandteil des 842 Hektar großen FFH-Gebietes „Weper, Gladeberg, Aschenburg“. Das Naturschutzgebiet besteht aus fünf Teilflächen. Diese grenzen an das gleichnamige Landschaftsschutzgebiet und sind durch dieses miteinander vernetzt. Das Gebiet steht seit dem 14. Mai 2020 unter Naturschutz. Das circa 200 Hektar große, 1981 ausgewiesene Naturschutzgebiet „Weper“ ging im neu ausgewiesenen Naturschutzgebiet auf. Zuständige untere Naturschutzbehörden sind die Landkreise Northeim und Göttingen.

## Beschreibung
Das Naturschutzgebiet liegt nordwestlich von Göttingen. Es stellt Teile von Weper, Gladenberg und Aschenburg unter Schutz. Die einzelnen Teilflächen liegen auf dem Heineberg nordöstlich von Fredelsloh, auf Teilen der Weper zwischen Fredelsloh und Trögen, auf dem Gladeberg südlich von Hardegsen und auf der Aschenburg westlich von Harste. Das Naturschutzgebiet dient dem Schutz hervorragend ausgeprägter und sehr artenreicher Halbtrockenrasen sowie naturnaher Laubwälder.
Die überwiegend als Enzian-Schillergras-Rasen ausgeprägten Halbtrockenrasen sind Relikte einer ehemals ausgedehnten Hutungslandschaft. Sie beherbergen teilweise bedeutende Orchideenvorkommen, darunter Gelber Frauenschuh, Helmknabenkraut, Dreizähniges Knabenkraut, Breitblättriges Knabenkraut, Stattliches Knabenkraut, Mückenhändelwurz, Bienenragwurz und Fliegenragwurz. Dazu gesellen sich weitere, teilweise seltene Pflanzenarten, darunter Großes Windröschen, Gewöhnliches Katzenpfötchen, Kreuzenzian, Traubengamander, Kleinblütiges Hornkraut, Lothringer Lein, Silberdistel, Echte Mondraute, Ackerwachtelweizen und verschiedene Moose und Flechtenarten, beispielsweise Fulgensia fulgens, Cladonia foliacea und Toninia sedifolia. Die Halbtrockenrasen sind Lebensraum teilweise seltener Tagfalterarten, darunter Silbergrüner Bläuling, Thymian-Ameisenbläuling, Zwergbläuling, Schlüsselblumen-Würfelfalter, Ehrenpreis-Scheckenfalter und Pflaumenzipfelfalter. Auch die Zauneidechse ist hier heimisch. Vielfach sind Staudensäume, aber auch Trockengebüsche mit Weißdorn und Schlehe zu finden. Stellenweise hat sich artenreichen Grünland ausgebildet. Hier siedelt beispielsweise Ruchgras und Wiesenkümmel. Die Bereiche sind Lebensraum unter anderem für die Schmetterlinge Schachbrett und Goldene Acht.
Die Waldgesellschaften sind teilweise als Buchenwälder in der Ausprägung Waldmeister-Buchenwald sowie teilweise auch als Orchideen-Buchenwald ausgebildet. Teilweise stocken artenreiche Labkraut-Eichen-Hainbuchenwälder, die aus früherer Nutzung als Nieder- und Mittelwald hervorgegangen sind. Die Wälder verfügen über einen hohen Alt- und Totholzanteil. Die Buchenwälder werden von der Rotbuche dominiert. Dazu gesellen sich teilweise Esche, Elsbeere und Spitzahorn. In der Krautschicht der Buchenwälder siedeln je nach Ausprägung Gelber Eisenhut, Türkenbund, Weißes Waldvöglein und Fingersegge. In den Eichen-Hainbuchenwäldern stocken Stieleiche, Traubeneiche und Hainbuche, vergesellschaftet mit anderen Laubbaumarten. Strauch- und Krautschicht sind standorttypisch ausgeprägt. So kommen beispielsweise Haselwurz und Türkenbund vor.
Die Wälder beherbergen zahlreiche Fledermausarten. Besondere Bedeutung haben sie für das Große Mausohr. Außerdem sind hier zahlreiche Greifvögel und Spechtarten heimisch, darunter der Rotmilan und der Grauspecht. Das Naturschutzgebiet ist Lebensraum von Luchs und Wildkatze.
Die Halbtrockenrasen werden zur Pflege mit Schafen und Ziegen beweidet.